# Eulocastra capnoessa
Eulocastra capnoessa là một loài bướm đêm trong họ Noctuidae.